# Christian Bollmann (Footballspieler)
Christian Bollmann (* 3. Mai 1989 in Braunschweig) ist ein deutscher Footballspieler.

## Laufbahn
Bollmann begann 1999 beim 1. FFC Braunschweig mit dem Footballsport, nachdem er zuvor unter anderem Leichtathletik betrieben hatte. 2008 gelang ihm der Sprung in die Herrenmannschaft der Braunschweig Lions. Der 1,97 Meter große Wide Receiver wurde in seinem ersten Bundesliga-Jahr gleich deutscher Meister, in den Jahren 2013, 2014, 2015, 2016 und 2019 folgten weitere Meistertitel, zudem gewann er mit der Mannschaft 2015, 2016, 2017 und 2018 jeweils den Eurobowl. Von der NFL-Mannschaft Detroit Lions wurde Bollmann im Mai 2012 zu einem Probetraining eingeladen, erhielt anschließend jedoch keinen Vertrag.

### Nationalmannschaft
Mit der deutschen Nationalmannschaft wurde Bollmann 2010 Europameister. Bei der Weltmeisterschaft 2011 erreichte er mit Deutschland den fünften Rang. 2017 zog er mit der Auswahlmannschaft bei den World Games ins Endspiel ein, dort unterlag man jedoch.